# Andrés Etchebarne Bidart
Andrés Etchebarne Bidart (Montevideo, 21 de enero de 1889 - Melo, 20 de febrero de 1931) fue un pintor uruguayo.

## Biografía

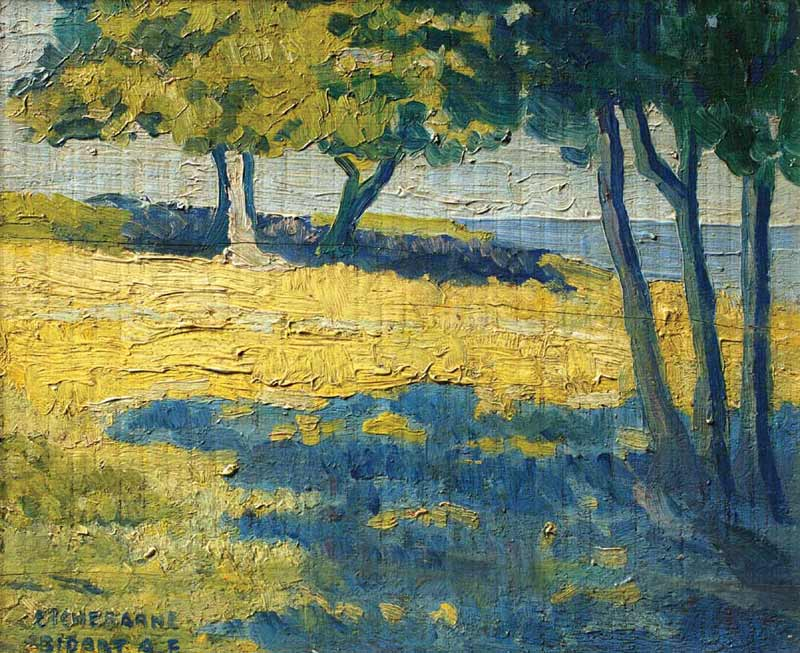
Una de las obras de Etchebarne Bidart que plasma un paisaje del país.

Realizó estudios universitarios que le valieron la obtención del título de contador y perito mercantil. Paralelamente fue discípulo del pintor Carlos María Herrera en el recién fundado Círculo de Bellas Artes. A finales de 1913 viajó a Europa y se radicó en París. Posteriormente vivió en Múnich y otras ciudades hasta que llegó a Mallorca, donde permaneció un tiempo más prolongado. En su estadía en Europa recibió la influencia de los maestros Anglada Camarasa y Puvis de Chavannes. En 1915 regresó a Uruguay y realizó reiterados viajes al interior del país cuyos paisajes plasmó en sus obras. En 1917 ocupó una cátedra de dibujo en el liceo de Melo, cargo que desempeñó hasta su muerte. Una de sus obras destacadas titulada "Casa de Pescadores de Pollenza" se encuentra en el Museo Juan Manuel Blanes.